# Біябанд
Біябанд (перс. بيابند) — село в Ірані, у дегестані Кухестані-є-Талеш, у Центральному бахші, шагрестані Талеш остану Ґілян. У переписі 2006 року вказане як окремий населений пункт, але без відомостей про чисельність населення.